# Xhumo
Xhumo est une ville du Botswana.